# 斯洛維尼亞銀行
斯洛維尼亞銀行是斯洛維尼亞的中央銀行，設立於1991年6月25日，總部位於盧比安納。斯洛維尼亞銀行的任務是確保國內貨幣穩定和國內外支付的流動性，以及監督金融制度。斯洛維尼亞銀行是獨立的非政府機關。斯洛維尼亞銀行曾是斯洛維尼亞托拉爾的發行單位。2007年，斯洛維尼亞開始使用歐元，斯洛維尼亞銀行成為歐洲中央銀行的會員。

## 外部連結
- （斯洛文尼亚文） （英文）官方網站 （页面存档备份，存于）

46°3′10.44″N 14°30′12.59″E / 46.0529000°N 14.5034972°E